# Рудской, Фёдор Андреевич
Фёдор Андреевич Рудской (1921—1982) — советский офицер танковых войск, участник Великой Отечественной войны. На момент совершения подвига — командир танкового батальона 178-й танковой бригады 10-го танкового корпуса 5-й гвардейской танковой армии 3-го Белорусского фронта, капитан. Герой Советского Союза (19.04.1945). Генерал-майор танковых войск (1966).

## Биография
Родился 21 мая 1921 года в селе Авдеевка, ныне город Донецкой области Украины, в семье крестьянина. Украинец. Член ВКП(б)/КПСС с 1944 года. Окончил среднюю школу в 1939 году.

## Начало службы и война
В Красной Армии с ноября 1939 года. Служил красноармейцем в 3-м железнодорожном полку Западного Особого военного округа. В феврале 1940 года направлен на учёбу и зачислен курсантом в Минскую кавалерийскую школу, которая в сентябре 1940 года переформирована в Борисовское кавалерийское училище, а оно в январе 1941 года была преобразовано в Борисовское танковое училище.
В первые дни Великой Отечественной войны в составе сводного отряда курсантов училища, будучи назначен командиром танкового экипажа, участвовал в оборонительных сражениях в Белоруссии в июне 1941 года. Отличился при обороне Борисова. Затем оставшиеся в живых курсанты и преподаватели училища были эвакуированы, их направили в 3-е Саратовское бронетанковое училище. Окончил его в августе 1941 года и направлен в формирующуюся 73-ю кавалерийскую дивизию Сибирского военного округа командиром взвода, а в октябре стал заместителем командира пулемётного эскадрона. В декабре 1941 года с дивизией прибыл в Московский военный округ.
На фронте с апреля 1942 года, когда был назначен заместителем командира эскадрона 55-й кавалерийской дивизии 8-го кавалерийского корпуса Воронежского фронта. Воевал до ноября 1942 года, когда был направлен учиться на Ленинградские бронетанковые курсы усовершенствования командного состава. После их окончания в марте 1943 года назначен командиром танковой роты 7-го учебного танкового полка, но уже в апреле переведён командиром роты в 173-ю танковую бригаду 10-го танкового корпуса на Воронежский фронт. В её рядах участвовал в Курской битве. В танковом сражении под Прохоровкой его рота на протяжении часа вела тяжёлый бой с противником до подхода главных сил бригады. Лично Фёдор Рудской в этом бою уничтожил три танка «тигр». За этот подвиг он был награждён орденом Отечественной войны 1-й степени. Через два дня после своего славного боя, 14 июля Ф. Рудской был ранен. После месяца лечения в госпитале возглавил вновь свою роту. Принимал участие в битве за Днепр и в бою 10 октября 1943 года был ранен вторично. Ранение было тяжелым, на этот раз его отправили в эвакогоспиталь в Уфу. После выздоровления его как тяжелораненого хотели оставить преподавателем в военном училище, но капитан Ф. Рудской добился возврата в свой корпус, и в декабре 1943 года стал командиром танкового батальона 178-й танковой бригады.
Во главе батальона он прошёл весь боевой путь до конца войны. После переформирования и пребывания в резерве Ставки ВГК, 10-й танковый корпус (в состав которого входила 178-я танковая бригада) в августе 1944 года прибыл на 3-й Прибалтийский фронт. Затем корпус несколько раз передавали на 2-й Прибалтийский фронт, на 2-й и на 3-й Белорусские фронты. Участвовал в Прибалтийской и Восточно-Прусской наступательных операциях. В бою 4 ноября 1944 году получил своё третье ранение, к счастью, оказавшееся лёгким.

## Подвиг
В Восточно-Прусской операции танковый батальон 178-й танковой бригады (10-й танковый корпус, 5-я гвардейская танковая армия, 3-й Белорусский фронт) под командованием капитана Фёдора Рудского 25-28 января 1945 года отличился в боях на подступах к заливу Фришес-Хафф в районе населённого пункта Трунц (ныне Milejewo, гмина Милеево, Эльблонгский повят, Варминьско-Мазурское воеводство, Польша). 24 января батальон капитана Фёдора Рудского получил задание пройти в тыл к противнику, захватить узел дорог, идущих на город Эльбинг (Эльблонг, Польша), и парализовать движение фашистских войск на важных магистралях. В помощь танкистам были приданы рота автоматчиков и истребительная противотанковая батарея.
Далеко оторвавшись от главных сил, батальон уверенно шёл вперёд, умело собирая данные о противнике, устраивая подвижные засады. Танки достигли намеченной цели точно в указанный срок. Немцы не ожидали их появления и, ничего не подозревая, двигались по автомагистрали. Танкисты буквально в лоб расстреливали автомашины с войсками и грузами. Но вот весть о советском танковом десанте дошла, очевидно, и до немецких штабов. Появились бронетранспортёры, самоходные артиллерийские установки и даже несколько «тигров». Фашисты предпринимали одну атаку за другой. Причём наступали они со всех сторон. Танкисты и мотострелки стойко держали оборону. Однако положение становилось всё тревожнее. Горючего почти не было, кончались боеприпасы. Несколько танков уже стояли подбитыми. Имелись потери и в личном составе. Вскоре противник подтянул ещё и тяжелую артиллерию.
Почти трое суток удерживал батальон капитана Фёдора Рудского важный узел железных и шоссейных дорог. За эти дни танкисты и приданные им силы уничтожили 260 автомашин противника, 9 самоходных установок, 2 танка Т-IV, 12 бронетранспортёров, три батареи тяжёлой артиллерии, свыше 600 солдат и офицеров. Кроме того, около 200 человек было взято в плен.
Задание командования батальон выполнил успешно. Но отдыхать было некогда. Танкисты капитана Фёдора Рудского получили приказ немедленно выйти на перекрёсток шести важных шоссейных дорог района Карбитен. И опять форсированный марш, снова стремительные танковые атаки, упорные бои. 4 суток дрались танкисты, удерживая перекрёсток дорог, отразили за это время 6 контратак численно превосходящих сил противника.
За время боев в Восточной Пруссии батальон под командованием капитана Фёдора Рудского уничтожил 14 фашистских танков, 19 самоходных артиллерийских установок, 46 пушек разного калибра, 51 миномёт, 14 бронетранспортёров, 26 тягачей с прицепами и артиллерией, 520 грузовых автомашин и 34 легковых. Было убито около 1300 вражеских солдат и офицеров. Сам Рудской в этом рейде был тяжело контужен, но остался в строю.
Указом Президиума Верховного Совета СССР от 19 апреля 1945 года за образцовое выполнение боевых заданий командования на фронте борьбы с немецко-фашистскими захватчиками и проявленные при этом мужество и героизм капитану Рудскому Фёдору Андреевичу присвоено звание Героя Советского Союза с вручением ордена Ленина и медали «Золотая Звезда» (№ 7460).

## Послевоенная служба
После тяжелых потерь в Восточной Пруссии корпус был выведен в резерв и до конца войны на фронт не вернулся. После войны Ф. А. Рудской продолжал службу в Вооружённых Силах СССР. С августа 1945 года он командовал батальоном самоходных артиллерийских установок СУ-122 в 38-м гвардейском тяжелом танко-самоходном полку 10-й танковой дивизии 7-й механизированной армии, с февраля 1947 года (после сокращения 7-й мехармии до дивизии) стал командиром роты. С октября 1947 года вновь командовал танковым батальоном, но уже в 27-м отдельном кадровом механизированном полку. С сентября 1949 по август 1950 года был командиром учебного танкового батальона в 10-й танковой дивизии 7-й механизированной армии. Оттуда его направили учиться.
В 1954 году окончил Военную академию бронетанковых и механизированных войск имени И. В. Сталина. С декабря 1954 года Ф. А. Рудской — командир 69-го танкового полка в 34-й гвардейской механизированной дивизии (в ноябре 1957 переформирована в 34-ю гвардейскую мотострелковую дивизию) Одесского военного округа. С октября 1960 года был заместителем командира 34-й гвардейской учебной мотострелковой дивизии. С марта 1963 года командовал 39-й гвардейской танковой, а с марта 1965 по июнь 1967 года — 37-й гвардейской танковой дивизиями.
В 1969 году окончил Военную академию Генерального штаба Вооружённых Сил СССР. С июня 1969 года до последнего дня жизни на протяжении 13-ти лет он был начальником Минского суворовского военного училища. На этом посту передавал молодёжи свой богатый боевой опыт, воспитывал будущих воинов на традициях Вооружённых Сил.
Генерал-майор танковых войск Ф. А. Рудской скончался после тяжелой болезни 29 июля 1982 года. Похоронен на Восточном (Московском) кладбище в городе-герое Минске.

## Воинские звания
- лейтенант (1.03.1941)
- старший лейтенант (1.10.1942)
- капитан (7.11.1943)
- майор (17.04.1945)
- подполковник (2.07.1949)
- полковник (18.12.1954)
- генерал-майор танковых войск (7.05.1966)

## Награды
- Герой Советского Союза (19.04.1945)
- орден Ленина (19.04.1945)
- орден Александра Невского (25.12.1944)
- орден Отечественной войны 1-й степени (31.07.1943)
- орден Красной Звезды
- орден «За службу Родине в Вооружённых Силах СССР» 3-й степени (1975)
- медали